# Beowulf

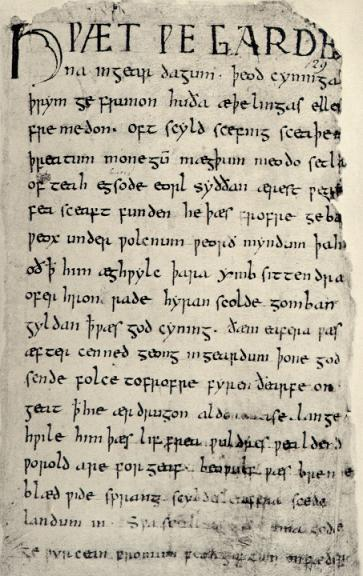
A Beowulfot megőrző kézirat első oldala

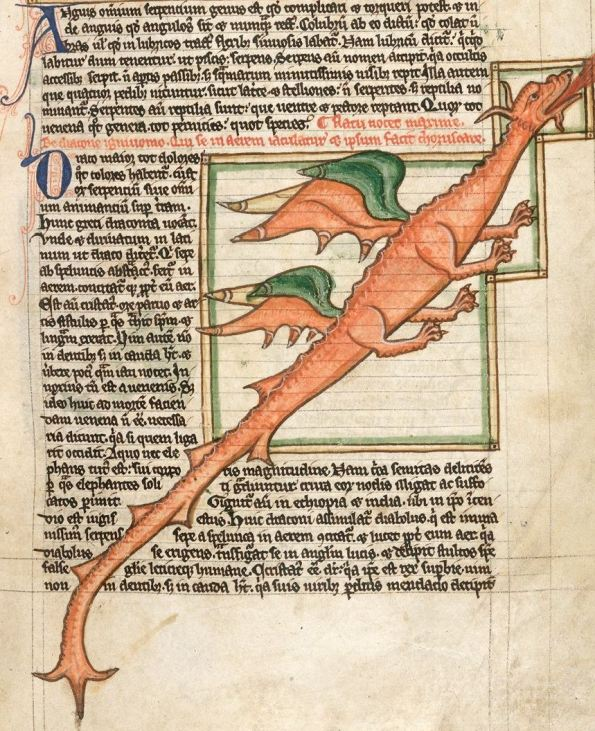
Középkori sárkány ábrázolás, 13. század

A Beowulf óangol elbeszélő költemény avagy hőseposz, amely 3182 hosszú, alliteráló sorból áll, Skandináviában játszódik, és az óangol irodalom legfontosabb alkotásának számít. Egyetlen kéziratváltozata maradt fenn, az úgynevezett Nowell Codex (ma a British Libraryben őrzik), amelynek hajdani tulajdonosai között volt Sir Robert Cotton gyűjtő, a Sir Gawain és a Zöld Lovag eredetijének egykori birtokosa is. Névtelen angolszász költő műve, keletkezését a 8. és a 11. század közé teszik a kutatók. Hosszú évszázadokon át feledésbe merült, és csak akkor vált közismertté, amikor 1815-ben kinyomtatták.

## Cselekménye
A cselekmény az 5. és a 7. század között játszódik, az angolszász törzsek vándorlásai idején Skandinávia és Észak-Németország, valamint Anglia között. Hroðgar dán király, aki nagy lakomacsarnokot épített népe számára, feleségével, Wealhþeow-val és harcosaival éppen itt mulatozik, amikor a hejehujától felbőszült számkivetett, Grendel betör közéjük, és Hroðgar több harcosát megöli és felfalja álmukban. A királyi trónushoz azonban nem mer nyúlni, mert azt nagy hatalmú isten óvja. Hroðgar és népe Grendeltől való félelmében örökre elhagyja a Heorotot.
Beowulf, a svéd geatok ifjú hőse, hírét véve Hroðgar szomorú helyzetének, királya engedélyével útnak indul, hogy segítségére siessen a dán uralkodónak. Embereivel a Heorotban tölti az éjszakát. Amikor elalszanak, Grendel ismét betör a terembe, és felfalja Beowulf egyik harcosát. Beowulf, aki nem visel fegyvert, mert ezt nem tartaná méltónak egy fegyvertelen szörnnyel szemben, csak színlelte az alvást, felpattan, és szembeszáll Grendellel. Emberei kardot rántanak, de Grendel bőrén nem hatol át penge. Végül Beowulf kitépi Grendel karját, és a szörny hazamenekül meghalni.
Másnap éjjel, amint a geatok ismét a Heorotban alszanak, megjelenik Grendel anyja, és bosszúból fia haláláért megöli Hroðgar leghívebb harcosát, Æschere-t. Hroðgar, Beowulf és embereik követik a boszorkányt egy tó mélyén levő vackához. Beowulf csatára készül. Egy Unferth nevű dán harcos nekiadja kardját, a Hruntingot, és Beowulf beleveti magát a tóba. Grendel anyja tüstént észreveszi, és rátámad. Beowulfot megvédi ugyan a páncélja, de a boszorkány levonszolja őt a tó mélyére. Ádáz tusába kezdenek egy barlangban, ahol ott hever Grendel és két meggyilkolt harcos teteme is. Grendel anyja már-már felülkerekedik, s mivel a Hrunting hatástalan a boszorkány ellen, Beowulf dühében felkap egy hatalmas kardot, amely óriásoké lehetett, és azzal csapja le az asszony fejét. Ezután Grendel fejét is elválasztja a törzsétől, majd visszamegy a felszínre. A Heorotban Hroðgar gazdagon megajándékozza, nekiadja családi örökségét, a Nægling nevű kardot is.

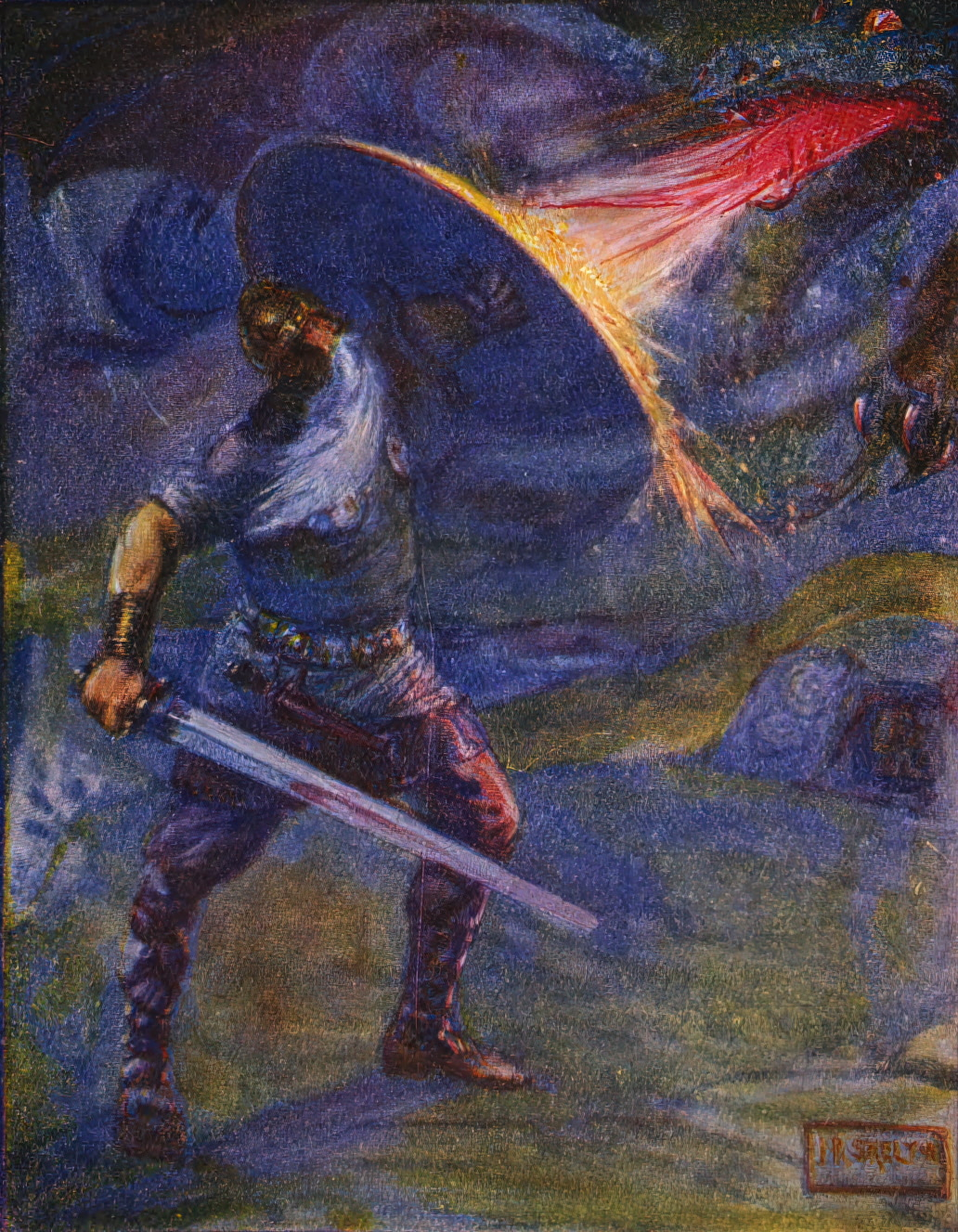
Beowulf harca a sárkánnyal, J. R. Skelton, 1908

Beowulf hazatér, s idővel népe királya lesz. Ötven év elteltével egy napon egy rabszolga ellop egy aranykupát egy névtelen sárkány kincsei közül. A sárkány tombolva indul tulajdona keresésére, és mindent felperzsel útjában. Beowulf és harcosai szembeszállnak vele, ám amikor Beowulf sebet kap, emberei megfutamodnak, csak egy bátor ifjú, Wiglaf tart ki mellette. Közös erővel megölik a sárkányt, de Beowulf is belehal sebébe.
Beowulfot elhamvasztják, és egy tengerre néző sziklára temetik, ahol a hajósok mindig láthatják majd a sírját. A sárkány kincsét mellé rejtik, mert ez volt Beowulf végakarata: átok ül a kincsen, csak bajt hozna népére.

## Történeti háttere és keletkezése
A cselekmény nagyrészt a 6. században játszódik: Beowulf királyát, Hygelacot Tours-i Szent Gergely is említi, de az anyag többnyire legendákból merít, párhuzamos germán mítoszok kimutathatók a skandináv, óangol és német irodalomban is.
A költemény keletkezésének idejét általában a 8. századra teszik, amikor már szinte egész Anglia áttért a kereszténységre, ez nyilvánul meg a költeményt át- meg átszövő keresztény jelképiségben is.

## Magyarul
- Beowulf; ford. Szegő György, szerk., előszó Halácsy Katalin; ELTE, Bp., 1994
- J. R. R. Tolkien: Beowulf. Fordítás és kommentár; szerk. Christopher Tolkien, ford. Nagy Andrea, Tótfalusi István; Európa, Bp., 2015

## Filmes feldolgozásai
- A 13. harcos (1999), rendező: John McTiernan, főszereplő: Antonio Banderas, Omar Sharif
- Beowulf (1999), rendező: Graham Baker, főszereplő: Christopher Lambert
- Beowulf & Grendel (2005) rendező: Sturla Gunnarsson, főszereplő: Gerard Butler
- Beowulf – Legendák lovagja (2007), rendező: Robert Zemeckis, fontosabb szereplők: Ray Winstone, Anthony Hopkins, Angelina Jolie, és John Malkovich.

## Ajánlott irodalom
- J. R. R. Tolkien: Szörnyek és ítészek, 11–97. o., Szukits, ISBN 9634970834 (2006)